# SN 2006km
SN 2006km – supernowa typu Ia odkryta 29 września 2006 roku w galaktyce A022037+0020. W momencie odkrycia miała maksymalną jasność 22,00m.